# Tricholita vespera
Tricholita vespera là một loài bướm đêm trong họ Noctuidae.